# Saubion
Saubion – miejscowość i gmina we Francji, w regionie Nowa Akwitania, w departamencie Landy.
Według danych na rok 1990 gminę zamieszkiwały 684 osoby, a gęstość zaludnienia wynosiła 88 osób/km² (wśród 2290 gmin Akwitanii Saubion plasuje się na 588. miejscu pod względem liczby ludności, natomiast pod względem powierzchni na miejscu 1219.).